# Polianthes elongata
Polianthes elongata är en sparrisväxtart som beskrevs av Joseph Nelson Rose. Polianthes elongata ingår i släktet Polianthes och familjen sparrisväxter. Inga underarter finns listade i Catalogue of Life.